# Ferrière-la-Petite
Ferrière-la-Petite é uma comuna francesa na região administrativa de Altos da França, no departamento do Norte. Estende-se por uma área de 5.35 km². Em 2010 a comuna tinha 1 077 habitantes (densidade: 201,3 hab./km²).